# Landkreis Graslitz

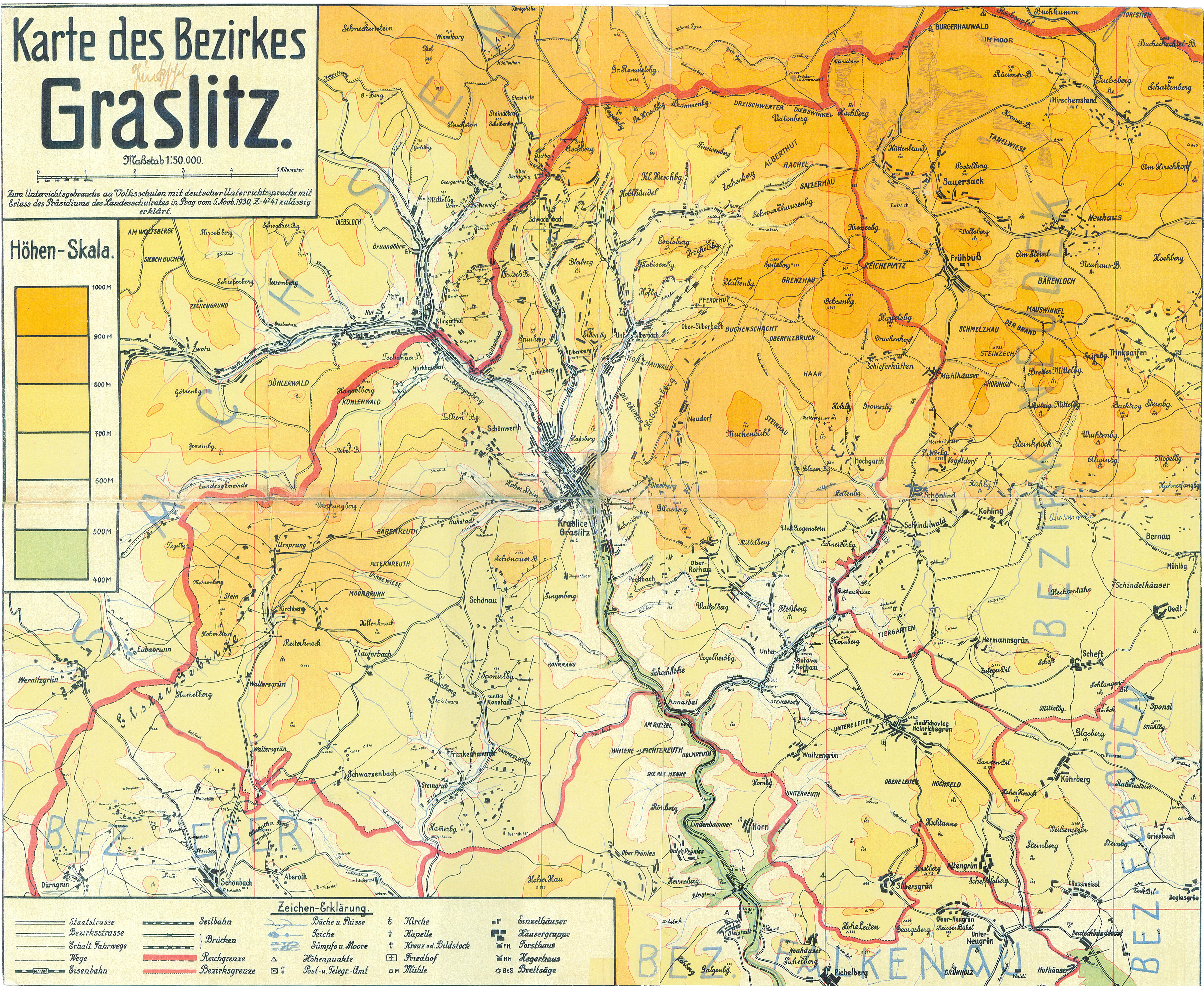
Karte des tschechoslowakischen Bezirks und späteren deutschen Landkreises Graslitz

Der deutsche Landkreis Graslitz war Teil des Regierungsbezirks Eger im Reichsgau Sudetenland. Er bestand in der Zeit zwischen 1938 und 1945.
Das Gebiet des Landkreises Graslitz hatte am 1. Dezember 1930 35.881 Einwohner und am 17. Mai 1939 35.484 Einwohner. Nach Abschluss der Vertreibung der deutschsprachigen Bevölkerungsmehrheit hatte der Landkreis nur noch 12.300 Einwohner (Stand 22. Mai 1947).

## Nachbarlandkreise
Der Landkreis Graslitz war umgeben von folgenden Landkreisen, im Uhrzeigersinn beginnend im Norden:
- Kreis Klingenthal (in Sachsen) (Nordwesten und Norden)
- Landkreis Neudek (Nordosten)
- Landkreis Elbogen (Osten)
- Landkreis Falkenau an der Eger (Süden)
- Landkreis Eger (Südwesten)
- Kreis Oelsnitz (in Sachsen) (Westen)

## Verwaltungsgeschichte

### Gliederung
Der Landkreis Graslitz umfasste am 1. Januar 1945 die beiden Städte Graslitz (Kreisstadt) und Heinrichsgrün  sowie 22 weitere Gemeinden: Altengrün und Markhausen wurden vollständig abgesiedelt. 13 Gemeinden, darunter Markhausen, wurden in die Stadt Graslitz eingegliedert.
| Name deutsch       | Name tschechisch | Fläche ha 1) | Bevölkerung 1930 | Bevölkerung 1939 | Bevölkerung 2001 | heutige Gemeinde | frühere Herrschaft |
| ------------------ | ---------------- | ------------ | ---------------- | ---------------- | ---------------- | ---------------- | ------------------ |
| Graslitz 2)        | Kraslice         | 1301,43      | 13936            | 12590            | 6867             | Kraslice         | Graslitz           |
| Heinrichsgrün      | Jindřichovice    | 1040,44      | 1804             | 1668             | 364              | Jindřichovice    | Heinrichsgrün      |
| Altengrün          | Stará            | 274,91       | 130              | 101              | -                | Jindřichovice    | Heinrichsgrün      |
| Eibenberg          | Tisová           | 203,20       | 1794             | 1596             | 88               | Kraslice         | Graslitz           |
| Frankenhammer      | Liboc            | 656,87       | 471              | 416              | 2                | Kraslice         | Gut Frankenhammer  |
| Grünberg           | Zelená Hora      | 186,07       | 1362             | 1335             | 103              | Kraslice         | Graslitz           |
| Hochgarth          | Obora            | 1510,27      | 850              | 839              | 76               | Šindelová        | Heinrichsgrün      |
| Kirchberg          | Kostelní         | 503,29       | 371              | 317              | 12               | Kraslice         | Schönbach          |
| Konstadt           | Mlýnská          | 716,92       | 326              | 307              | 18               | Kraslice         | Schönbach          |
| Lauterbach         | Čirá             | 405,99       | 130              | 131              | 27               | Kraslice         | Schönbach          |
| Markhausen         | Hraničná         | 386,84       | 1253             | 1135             | -                | Kraslice         | Graslitz           |
| Neudorf            | Nová Ves         | 964,19       | 414              | 299              | -                | Stříbrná         | Heinrichsgrün      |
| Pechbach           | Smolná           | 149,25       | 917              | 844              | 68               | Rotava           | Graslitz           |
| Rothau             | Rotava           | 1053,49      | 3711             | 3252             | 3381             | Rotava           | Heinrichsgrün      |
| Schönau            | Sněžná           | 821,96       | 575              | 551              | 14               | Kraslice         | Graslitz           |
| Schönwerth         | Krásná           | 729,46       | 1100             | 1027             | 104              | Kraslice         | Graslitz           |
| Schwaderbach       | Bublava          | 614,47       | 4106             | 3835             | 336              | Bublava          | Graslitz           |
| Schwarzenbach      | Černá u Kraslic  | 654,26       | 234              | 208              | 0                | Kraslice         | Schönbach          |
| Silberbach         | Stříbrná         | 2390,94      | 4112             | 3872             | 432              | Stříbrná         | Graslitz           |
| Silbersgrün        | Háj              | 643,85       | 324              | 270              | 22               | Jindřichovice    | Heinrichsgrün      |
| Stein              | Kámen            | 248,73       | 251              | 248              | 11               | Kraslice         | Schönbach          |
| Ursprung           | Počátky          | 745,75       | 364              | 334              | 17               | Kraslice         | Schönbach          |
| Waitzengrün        | Loučná           | 469,90       | 203              | 187              | -                | Jindřichovice    | Heinrichsgrün      |
| Waltersgrün        | Valtéřov         | 574,65       | 143              | 132              | 8                | Kraslice         | Schönbach          |
| Landkreis Graslitz | Okres Kraslice   | 17247,13     | 35881            | 35484            | 11952            |                  |                    |

1)  Flächen der heutigen Katastralgemeinden, die von den damaligen Gemeinden leicht abweichen können. Für den gesamten damaligen Landkreis Graslitz werden 171,65 km² angegeben, darunter 22,48 km² für die flächengrößte Gemeinde Silberbach.

2)  mit Glasberg (Sklená), das heute als eigener Ortsteil nachgewiesen wird (412 Einwohner 1930, 36 Einwohner 2001, 33 Einwohner 2011)

### Verwaltung im Spiegel der Geschichte
Die Gemeinden wurden als Verwaltungseinheiten im Königreich Böhmen im Jahr 1850 eingerichtet, auf der Basis der bereits im 18. Jahrhundert eingerichteten Katastralgemeinden. Vorher gehörten die Ortschaften noch zu verschiedenen Patrimonialherrschaften des Elbogener Kreises:
Graslitz (mit Glasberg), Schönau, Schönwerth, Markhausen, Grünburg, Schwaderbach, Eibenberg, Silberbach und Pechbach gehörten zur Herrschaft Graslitz. Heinrichsgrün, Altengrün, Silbersgrün, Waitzengrün, Neudorf, Rothau und Hochgart gehörten zur Majorats-Herrschaft Heinrichsgrün. Schwarzenbach, Stein (mit Ursprung und Kirchberg), Waltersgrün, Lauterbach und Konstadt gehörten zur Herrschaft Schönbach (heute Luby). Frankenhammer war ein Gut innerhalb der Herrschaft Hartenberg.
In Österreich-Ungarn wurden im Jahre 1850 in allen Kronländern neben den Gemeinden Bezirkshauptmannschaften eingerichtet, die 1854 von gemischten Bezirksämtern abgelöst wurden; Verwaltung und Justiz waren damals noch nicht getrennt und die Größe entsprach der eines Gerichtsbezirks (Kreisgericht). Erst 1868 wurden sie zu reinen Verwaltungseinheiten oberhalb der Gemeindeebene.
23 der 24 Gemeinden des Landkreises Graslitz von 1945 bildeten 1868 das Bezirksgericht Graslitz der Bezirkshauptmannschaft Graslitz. Zu letzterer gehörten auch die Gemeinden des Bezirksgerichts Neudek (später Landkreis Neudek). Nur die Gemeinde Markhausen gehörte noch zum Bezirksgericht Eger (später Landkreis Eger) in der gleichnamigen Bezirkshauptmannschaft.
Die Gemeinden Lauterbach, Stein, Ursprung und Waltersgrün wurden 1910 noch als Ortsteile der Gemeinde Kirchberg nachgewiesen.

### Tschechoslowakei / Deutsche Besatzung
Vor dem Münchner Abkommen vom 29. September 1938 gehörte der politische Bezirk Kraslice zur Tschechoslowakei.
In der Zeit vom 1. bis 10. Oktober 1938 besetzten deutsche Truppen das Sudetenland. Der politische Bezirk Kraslice trug fortan die frühere deutsch-österreichische Bezeichnung Graslitz. Er umfasste den Gerichtsbezirk Graslitz. Seit dem 20. November 1938 führte der politische Bezirk Graslitz die Bezeichnung „Landkreis“. Er unterstand bis zu diesem Tage dem Oberbefehlshaber des Heeres, Generaloberst Walther von Brauchitsch, als Militärverwaltungschef.

### Deutsches Reich

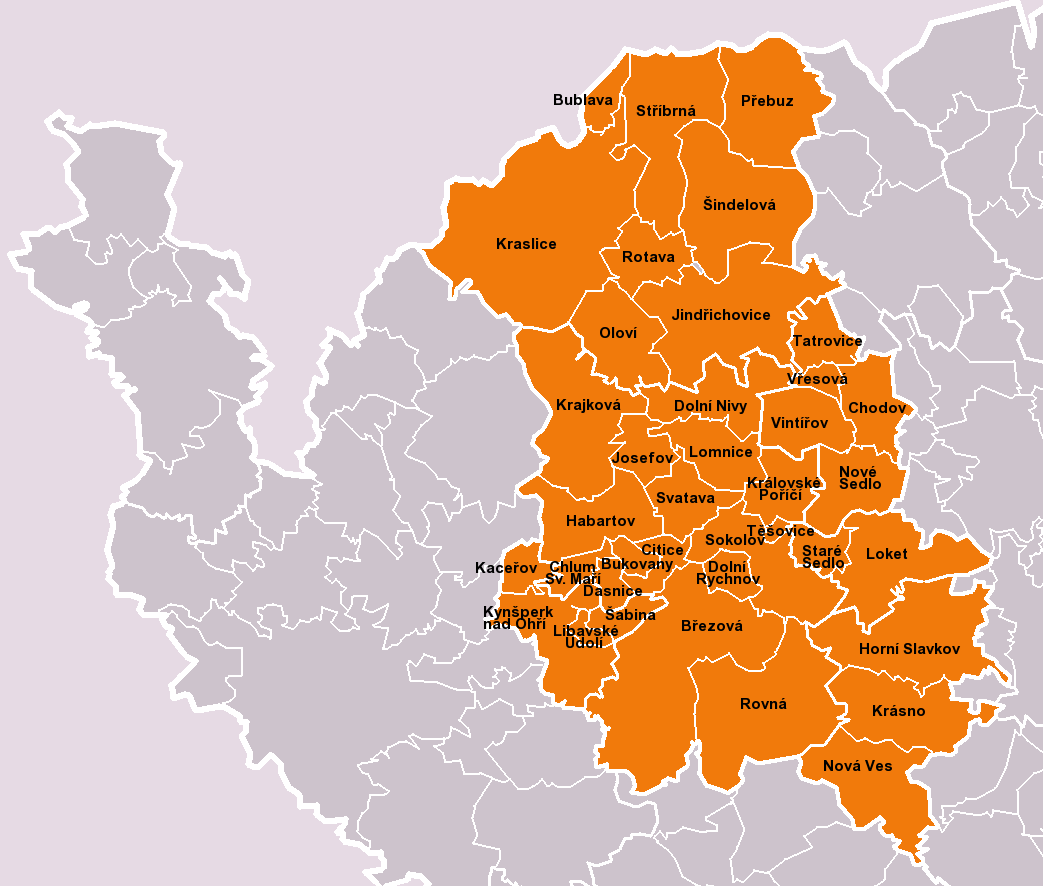
Okres Sokolov. Das Gebiet des früheren Landkreises Graslitz verteilt sich auf die heutigen Gemeinden Kraslice, Bublava, Stříbrná, Rotava, Šindelová und Jindřichovice

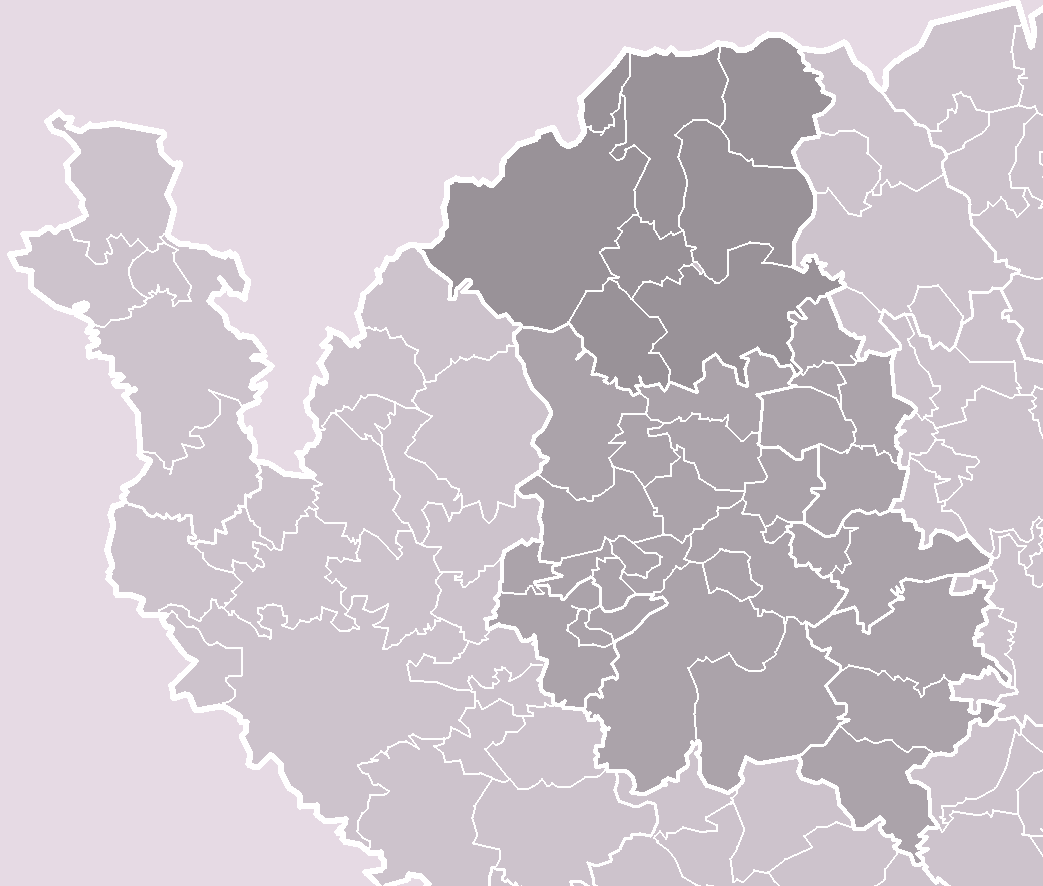
Verwaltungsbezirk Kraslice im Okres Sokolov

Am 21. November 1938 wurde das Gebiet des Landkreises Graslitz als Teil des Regierungsbezirks Eger förmlich in das Deutsche Reich eingegliedert und kam zum Verwaltungsbezirk der Sudetendeutschen Gebiete unter dem Reichskommissar Konrad Henlein.
Sitz der Kreisverwaltung wurde die Stadt Graslitz.
Ab dem 15. April 1939 galt das Gesetz über den Aufbau der Verwaltung im Reichsgau Sudetenland (Sudetengaugesetz). Danach kam der Landkreis Graslitz zum Reichsgau Sudetenland und wurde dem neuen Regierungsbezirk Eger mit dem Sitz des Regierungspräsidenten in Karlsbad zugeteilt.
Zum 1. Mai 1939 wurde eine Neugliederung der teilweise zerschnittenen Kreise im Sudetenland verfügt. Danach blieb der Landkreis Graslitz in seinen bisherigen Grenzen erhalten.
Bei diesem Zustand blieb es bis zum Ende des Zweiten Weltkriegs.

### Tschechien
Seit 1945 gehörte das Gebiet wieder zur Tschechoslowakei. Nach der Teilung der Tschechoslowakei 1992 ist es ein Teil der Tschechischen Republik. Die 24 ursprünglichen Gemeinden des Landkreises Graslitz verteilen sich heute auf die sechs Gemeinden Kraslice, Bublava, Stříbrná, Rotava, Šindelová und Jindřichovice im Norden des Okres Sokolov, der zum Karlovarský kraj gehört. Dabei reichen die beiden letztgenannten Gemeinden Šindelová und Jindřichovice nach Osten über das frühere Kreisgebiet hinaus.

## Landräte
1938–1939: Henning von Winterfeld (1901–1945) (kommissarisch)
1939–1945: August Bossert

## Kommunalverfassung
Bereits am Tag vor der förmlichen Eingliederung in das Deutsche Reich, nämlich am 20. November 1938, wurden alle Gemeinden der Deutschen Gemeindeordnung vom 30. Januar 1935 unterstellt, welche die Durchsetzung des Führerprinzips auf Gemeindeebene vorsah. Es galten fortan die im bisherigen Reichsgebiet üblichen Bezeichnungen, nämlich statt:
- Ortsgemeinde: Gemeinde,
- Marktgemeinde: Markt,
- Stadtgemeinde: Stadt,
- Politischer Bezirk: Landkreis.

## Ortsnamen
Es galten die bisherigen Ortsnamen weiter, und zwar in der deutsch-österreichischen Fassung von 1918.